# Cronologia Imperiului Otoman
Aceasta este o cronologie a principalelor evenimente din istoria Imperiului Otoman.

## Ascensiunea (1299-1453)
| An   | Dată          | Eveniment |
| ---- | ------------- | --- |
| 1299 | 27 iulie      | Începutul domniei lui Osman I, fondatorul Imperiului Otoman.                                                                         |
| 1326 | 6 aprilie     | Bursa este ocupată și devine noua capitală a imperiului.                                                                             |
| 1331 |               | Orașul Niceea este cucerit de Orhan Gazi.                                                                                            |
| 1365 |               | Capitala este mutată de la Bursa la Edirne (Adrianopol).                                                                             |
| 1389 | 15 iunie      | Bătălia de la Kosovo Polje. Mare parte din Serbia este cucerită.                                                                     |
| 1396 | 25 septembrie | Bătălia de la Nicopole. Bulgaria este cucerită.                                                                                      |
| 1402 | 20 iulie      | Bătălia de la Ankara. Sultanul Baiazid I este luat prizonier de Timur Lenk.                                                          |
| 1402 |               | Interregnul otoman. Fiii lui Baiazid I se luptă pentru tron. Interregnul s-a încheiat în 1413 cu ascensiunea la tron a lui Mehmed I. |
| 1432 |               | Cucerirea orașului Salonic și a regiunilor învecinate.                                                                               |
| 1444 | 11 noiembrie  | Bătălia de la Varna. Imperiul Otoman își securizează frontierele timp de câteva decenii cu țările creștine.                          |

## Dezvoltarea (1453-1683)
| An   | Dată        | Eveniment |
| ---- | ----------- | --- |
| 1451 | 3 februarie | Începe a doua domnie a lui Mehmed al II-lea (Mehmed Cuceritorul). |
| 1453 | 29 mai      | Mehmed al II-lea cucerește Constantinopolul care devine noua capitală, împăratul Constantin al XI-lea moare în timpul luptei iar Imperiul Bizantin dispare pentru totdeauna. |
| 1460 |             | Mehmed al II-lea cucerește Moreea. |
| 1461 |             | Mehmed al II-lea cucerește orașul Trabzon, punând astfel capăt Imperiului din Trapezunt.                                                                                     |
| 1462 |             | Mehmed al II-lea începe construcția reședinței regale, Palatul Topkapî. |
| 1463 |             | Bosnia este cucerită. |
| 1473 | 11 august   | Bătălia de la Otlukbeli. Mehmed al II-lea îl învinge pe Uzun Hasan al Statului Agqoyunlu.                                                                                    |
| 1475 |             | Gedik Ahmed Pașa cucerește Feodosia. Crimeea devine stat vasal al Imperiului Otoman.                                                                                         |
| 1478 |             | Albania este cucerită. |
| 1480 |             | Gedik Ahmed Pașa cucerește Otranto, sud-estul extrem al Italiei, ca bază pentru atacuri ulterioare împotriva Italiei (va fi abandonată după moartea lui Mehmed al II-lea).   |
| 1481 | 3 mai       | Moare Mehmed al II-lea. |
| 1482 |             | Herțegovina este cucerită. |
| 1498 |             | Muntenegrul este cucerit. |

### Secolul al XVI-lea
| An           | Dată          | Eveniment |
| ------------ | ------------- | --- |
| 1514         | 23 august     | Bătălia de la Chaldiran. Selim I îl învinge pe Ismail I al Persiei Safevide. Anatolia de Est ajunge sub control otoman.                                     |
| 1516         | 24 august     | Bătălia de la Marj Dabiq. Selim I îl învinge pe Al-Ashraf Qansuh al-Ghawri al Sultanatului Mameluc. Siria și Palestina ajung sub control otoman.            |
| 1517         | 22 ianuarie   | Bătălia de la Ridaniya. Selim I îl învinge pe Tuman Bey al II-lea al Sultanatului Mameluc. Egiptul ajunge sub control otoman. Selim adoptă titlul de calif. |
| 1519         |               | Algeria este cucerită. |
| 1520         | 30 septembrie | Începe domnia lui Suleiman I (Suleiman Magnificul). |
| 1521         | 28 august     | Suleiman I capturează Belgradul. |
| 1522         |               | Suleiman I cucerește Insula Rodos. |
| 1526         | 20 august     | Bătălia de la Mohács. Suleiman I îl învinge pe regele Ludovic al II-lea al Ungariei și Boemiei.                                                             |
| 1529         |               | Asediul Vienei se încheie cu un eșec. |
| 1533         |               | Irakul ajunge sub control otoman. |
| 1538         | 28 septembrie | Bătălia navală de la Preveza. Flota otomană controlează cea mai mare parte a Mării Mediterane.                                                              |
| 1541         |               | Suleiman I ocupă Buda (astăzi Budapesta) care va conduce la cucerirea Ungariei.                                                                             |
| 1547         |               | Cea mai mare parte a Ungariei ajunge sub control otoman. Ungaria este împărțită între Suleiman I și Ferdinand I al Austriei.                                |
| 1550-c. 1650 |               | Sultanatul femeilor. |
| 1551         |               | Libia este cucerită. |
| 1566         | 7 septembrie  | Moare sultanul Suleiman I. |
| 1569         |               | Izbucnește marele incendiu din Istanbul. |
| 1570         |               | Ciprul este cucerit de Piyale Pașa. |
| 1571         | 7 octombrie   | Spaniolii și venețienii îi înving pe otomani în Bătălia de la Lepanto.                                                                                      |
| 1574         |               | Tunisia este cucerită. |
| 1578         |               | Sunt cucerite Tbilisi și cea mai mare parte a Georgiei. |
| 1590         | 21 mai        | Se semnează Tratatul de la Constantinopol dintre Imperiul Otoman și Persia Safevidă. Otomanii primesc Georgia, Azerbaidjan, Armenia și vestul Iranului.     |

### Secolul al XVII-lea
| An   | Dată          | Eveniment |
| ---- | ------------- | --- |
| 1610 |               | Kuyucu Murat Pașa suprimă Răscoalele Jelali. Turkmenii suferă profund.                                                                                |
| 1612 | 20 noiembrie  | Se semnează Tratatul lui Nasuh Pașa dintre Imperiul Otoman și Persia Safevidă. Persanii primesc suzeranitatea asupra tuturor teritoriilor din Caucaz. |
| 1615 | 26 septembrie | Se semnează Tratatul de la Serav prin care este ratificat Tratatul lui Nasuh Pașa.                                                                    |

## Stagnarea (1683-1827)
| An   | Dată          | Eveniment                                                               |
| ---- | ------------- | ----------------------------------------------------------------------- |
| 1683 | 11 septembrie | Are loc al doilea Asediu al Vienei încheiat cu o înfrângere otomană.    |
| 1686 |               | Ungaria este evacuată.                                                  |
| 1699 | 26 ianuarie   | Imperiul Otoman cedează Ungaria Austriei prin Tratatul de la Karlowitz. |

### Secolul al XVIII-lea
| An   | Dată          | Eveniment |
| ---- | ------------- | --- |
| 1718 | 21 iulie      | Se semnează Pacea de la Passarowitz prin care Imperiul Otoman pierde Banatul Timișoarei, Oltenia, mare parte din Serbia și nordul Bosniei în favoarea Austriei. Începe Perioada Lalelei în Imperiul Otoman care va dura până în 1730. |
| 1729 |               | Ibrahim Muteferrika inființează prima tipografie din Imperiul Otoman. |
| 1730 | 25 noiembrie  | Are loc Revolta lui Patrona Halil prin care se pune capăt Perioadei Lalelei iar sultanul Ahmet al III-lea este detronat. |
| 1739 | 18 septembrie | Se semnează Tratatul de la Belgrad cu Austria prin care otomanii primesc sudul Banatului Timișoarei, Serbia, nordul Bosniei și Oltenia.                                                                                               |
| 1774 | 21 iulie      | Se semnează Tratatul de la Kuciuk-Kainargi cu Imperiul Rus prin care otomanii primesc Țara Românească și Moldova. |
| 1798 | 24 iulie      | Napoleon Bonaparte ocupă orașul Cairo. Otomanii pierd controlul Egiptului. |

### Secolul al XIX-lea
| An   | Dată       | Eveniment |
| ---- | ---------- | --- |
| 1807 | Mai        | Are loc o revoltă prin care sultanul reformist Selim al III-lea este detronat.                               |
| 1808 | 21 iulie   | Alemdar Mustafa Pașa suprimă revolta dar Selim al III-lea este mort iar Mahmud al II-lea devine noul sultan. |
| 1813 | 23 aprilie | Are loc a doua revoltă sârbească prin care sârbii se revoltă împotriva conducerii otomane.                   |
| 1821 |            | Începe Războiul Grec de Independență.                                                                        |

## Declinul (1827-1908)
| An   | Dată         | Eveniment |
| ---- | ------------ | --- |
| 1830 |              | Francezii cuceresc Algeria. |
| 1832 | 21 iulie     | Se încheie Războiul Grec de Independență prin care se proclamă Regatul Greciei ca stat suveran. |
| 1853 | 4 octombrie  | Începe Războiul Crimeii cu Imperiul Rus care va demonstra și mai mult cât de înferioară a ajuns puterea militară a otomanilor.                                                                     |
| 1856 | 30 martie    | Se încheie Războiul Crimeii și se semnează Tratatul de la Paris prin care Marea Neagră devine teritoriu neutru închis tuturor navelor militare.                                                    |
| 1859 | 24 ianuarie  | Se proclamă statul autonom român. |
| 1878 | 3 martie     | Se încheie un nou Război Ruso-Turc. Se semnează Tratatul de la San Stefano prin care otomanii recunosc independența României și Serbiei și se creează Principatul Bulgariei sub protecție otomană. |
| 1878 | 4 iunie      | Ciprul este ocupat de Marea Britanie. |
| 1881 |              | Tunisia devine colonie franceză. |
| 1882 |              | Egiptul devine protectorat al Marii Britanii. |
| 1885 | 6 septembrie | Provincia Rumelia Orientală este anexată de Principatul Bulgariei. |

## Destrămarea (1908-1924)
| An   | Dată          | Eveniment |
| ---- | ------------- | --- |
| 1908 | 3 iulie       | Începe a doua perioadă constituțională în Imperiul Otoman. |
| 1908 | 5 octombrie   | Bulgaria își declară independența. |
| 1908 | 7 octombrie   | Austro-Ungaria anexează Bosnia. |
| 1912 |               | Otomanii sunt învinși cu ușurință de Italia într-un război scurt prin care italienii obțin Libia, punând astfel capăt prezenței de 340 de ani a otomanilor în Africa de Nord. |
| 1913 | 30 mai        | Se încheie Primul Război Balcanic și se semnează Tratatul de la Londra prin care Albania își declară independența.                                                            |
| 1914 | 10 septembrie | Imperiul Otoman intră în Primul Război Mondial de partea Puterilor Centrale. Marea Britanie anexează Ciprul.                                                                  |
| 1914 | 5 noiembrie   | Marea Britanie și Franța declară război Imperiului Otoman. |
| 1915 | 24 aprilie    | Începe deportarea în masă a armenilor. |
| 1915 | 25 aprilie    | Demarează Campania Gallipoli prin care începe invazia Aliată a Imperiului Otoman.                                                                                             |
| 1916 | 9 ianuarie    | Campania Gallipoli se încheie cu o victorie otomană. |
| 1918 | 3 martie      | Otomanii semnează Pacea de la Brest-Litovsk cu RSFSR Rusă. Rușii cedează Batumi, Kars și Ardahan.                                                                             |
| 1918 | 30 octombrie  | Se semnează Armistițiul de la Moudros prin care se încheie participarea Imperiului Otoman la Primul Război Mondial.                                                           |
| 1918 | 13 noiembrie  | Începe Ocuparea Istanbulului de către forțele britanice, franceze și italiene.                                                                                                |
| 1919 | 19 mai        | Începe Războiul de Independență al Turciei. |
| 1920 | 10 august     | Se semnează Tratatul de la Sèvres. |
| 1922 | 1 noiembrie   | Abdicarea lui Mehmed al VI-lea, ultimul sultan al Imperiului Otoman. |
| 1923 | 29 octombrie  | Este proclamată Republica Turcia. |
| 1923 | 23 noiembrie  | Trupele de ocupație Aliate se retrag din Istanbul. |
| 1924 | 3 martie      | Califatul otoman, ultima rămășiță a imperiului, este abolit constituțional.                                                                                                   |